# 张夏权
张夏权（韓語：장하권，1999年07月17日—，游戏ID：Nuguri），是一位已退役的韩国英雄联盟职业選手，前DWG KIA上路选手。S9全球总决赛1-3败于G2战队止步八强，2020年LCK夏季赛3-0击败DRX战队获得夏季赛冠军，S10全球总决赛3-1击败SN战队获得S10全球总决赛冠军。

## 电竞生涯

### 2017年
2017年3月，Nuguri加入一支名为I Gaming Star的韩国次级联赛战队，随后IGS战队因排名在次级联赛垫底被迫解散。
2017年11月，Nuguri加入同为次级联赛的DWG战队。

### 2018年
2018年，DWG战队先后击败BBQ、BTC战队成功从次级联赛晋级LCK联赛。

### 2019年
2019年LCK春季赛季后赛第二轮，DWG战队以0-3败给KZ战队，止步季后赛四强。
2019年LCK夏季赛，Nuguri在对线中频繁被SKT上单Khan单杀，最终DWG战队以0-3败给SKT战队，止步半决赛。
S9冒泡赛中，第三局KZ战队五个禁选位都是上单英雄针对Nuguri，但最终DWG战队以3-2击败KZ战队获得S9全球总决赛门票，这也是Nuguri第一次参加世界赛。
LCK官方公布的夏季赛选手数据显示，Nuguri以单杀19次位于单杀榜第一。
S9全球总决赛入围赛中，DWG战队以D组4-0的成绩晋级淘汰赛。对阵LK战队的首局中，Nuguri因为前期出现失误，导致不断被对面ADC击杀。虽然团战中Nuguri频繁打出爆炸伤害，但因为队伍推高地的决策出现问题输掉首局，最终DWG战队以3-1击败LK战队晋级小组赛。
S9全球总决赛小组赛中，DWG战队首局对战TL战队，Nuguri的吸血鬼因为带行窃预兆天赋导致对线能力弱甚至还被TL的上单Impact用剑魔单杀，最终DWG战队以5-1的成绩位于小组第一出线。八进四的比赛中，以1-3败于G2战队，止步八强。

### 2020年
2020年LCK春季赛季后赛第二轮中，Nuguri在队伍2-0落后时拿出瑟提、杰斯帮助队伍扳回两局，但最终DWG战队还是以3-2败给DRX战队，止步季后赛四强。
2020年LCK夏季赛决赛中，DWG战队以3-0击败DRX战队获得LCK夏季赛冠军，第一局Nuguri选用奥恩，前期队伍出现劣势，但依靠奥恩的出色发挥在小龙团中扭转局势。赛后因为Nuguri的出色表现被官方评为FMVP，这也是他职业生涯的第一个FMVP。
S10全球总决赛中，DWG战队以5-1位于小组第一出线。四分之一决赛中，以3-0击败DRX战队。半决赛中，Nuguri在第二局选出剑姬，虽然对线期取得一点优势，但还是以0/7/1输掉比赛。第三局选出上单露露完美成功克制G2战队的BP，使得G2战队的阿卡丽、潘森受到了限制，最终以3-1击败G2战队。决赛中，Nuguri在第三局选用凯南，多次在团战中打出爆炸输出，最终DWG战队以3-1击败SN战队获得S10全球总决赛冠军。
Nuguri夺冠后，表示想要凯南的冠军皮肤，并希望拳头在设计凯南皮肤时能加上一个小尾巴。
2020年12月17日，Nuguri宣布加入FPX战队。

### 2021年
2021年Nuguri在FPX的发挥并不十分稳定，多次在比赛中被单杀。但还是随队伍在夏季赛拿到了常规赛第一，夏季赛季后赛在于EDG对阵的决赛中3比1落败拿到亚军，最终以LPL二号种子之姿前往世界赛的舞台。
遗憾的是FPX最终在16强小组赛中被淘汰，与之同组的有来自LCK的一号种子DK，来自NA的C9和来自LEC同样未能晋级的Rogue。
2021年11月17日，Nuguri宣布离开FPX战队。

### 2022年
2022年4月20日，DWG KIA戰隊宣佈前上路選手Nuguri重新加入戰隊。
2022年11月，Nuguri宣佈退役，結束近6年職業生涯。

## 成就

### 个人奖项
- 2020年LCK夏季赛决赛FMVP[17]

### 团队奖项
- 2019年LCK夏季赛季军
- S9全球总决赛八强
- 2020年LCK夏季赛冠军
- S10全球总决赛冠军
- 2021LPL春季赛亚军
- 2021LPL夏季赛亚军

## 职业数据
Nuguri上单位职业数据统计
| 赛事名称              | 平均每局KDA | 战绩（胜/负） | 参考资料 |
| --------------------- | ----------- | ------------- | -------- |
| 2017年韩国Kespa杯     | 2.0/2.0/5.4 | 2/3           | [ 18 ]   |
| 2018年LCK夏季升降级赛 | 2.5/2.0/7.0 | 5/1           | [ 18 ]   |
| 2018年韩国Kespa杯     | 1.8/3.0/4.4 | 6/5           | [ 18 ]   |
| 2019年LCK春季赛       | 3.2/2.9/4.1 | 21/15         | [ 18 ]   |
| 2019年LCK夏季赛       | 3.9/2.8/4.9 | 28/17         | [ 18 ]   |
| 2019年亚洲洲际赛      | 4.0/4.0/8.0 | 2/0           | [ 18 ]   |
| S9冒泡赛              | 2.8/2.0/6.8 | 3/2           | [ 18 ]   |
| S9世界总决赛          | 2.7/2.7/5.8 | 13/5          | [ 18 ]   |
| 2019年KsSPA杯         | 2.5/4.0/0.0 | 0/2           | [ 18 ]   |
| 2020年LCK春季赛       | 2.8/3.2/4.5 | 26/25         | [ 18 ]   |
| 2020年季中杯挑战赛    | 1.7/4.7/5.3 | 1/2           | [ 18 ]   |
| 2020年LCK夏季赛       | 4.4/1.8/5.3 | 37/5          | [ 18 ]   |
| S10世界总决赛         | 2.5/2.3/7.9 | 14/3          | [ 18 ]   |